# 凤山镇 (柳城县)
凤山镇，是中华人民共和国广西壮族自治区柳州市柳城县下辖的一个乡镇级行政单位。

## 行政区划
凤山镇下辖以下地区：
凤山社区、二塘村、头塘村、旧县村、凤山对河村、凤山村、南丹村、思练村、大塘村和大湾村。